# هادی بیگ‌لو
هادی بیگ‌لو یک روستا در ایران است که در دهستان آزادلو در بخش موران شهرستان گرمی استان اردبیل واقع شده‌است. هادی بیگلو ۱۳۷ نفر جمعیت دارد.